# 2016年澳大利亞聯邦大選
2016年澳大利亚聯邦大選，即第45屆澳大利亚國會選舉，於2016年7月2日舉行。之前执政的中间偏右自由党和国家党联盟在總理麥肯·騰博的帶領下，接受由比尔·萧藤領導的中间偏左澳大利亚工党的挑戰。這次選舉與通常的大選不同，是改選聯邦眾議院和參議院全部議席的雙重解散選舉。通常的聯邦選舉改選衆議院所有議席及參議院一半議席，只有在符合《澳大利亞憲法》規定的特定情況下總理方可建議總督全部解散兩院進行改選。本次選舉是澳大利亞史上第七次雙重解散選舉，上一次是1987年。
澳大利亚采用的是强制投票的方式。在众议院席位的计票中，采用单一选区完全偏好的选择投票制；选民在投票时，根据自己的偏好程度，将候选人以“1,2,3”等顺序依次排列并标示于选票上，并在计票中每轮淘汰得到“1”选项最少的候选人，将其票转给得“2”候选人，如此类推，直到有候选人获得过半数当选。在参议院席位的计票中，采用比例代表制；每个选区按照各政党候选人名单获得票数的比例，在参加选举的各党中分配议席。
由於选举结果過分接近，直到7月11日左右方有較可靠的結果統計出現。選舉結果显示，騰博领导的联盟党以微弱優勢击败工党，联盟赢得国会下院150席中的76席，取得多數，騰博連任總理。在參議院，經過歷時近一個月的點票後，联盟党贏得76席中的三十席，沒有過半。

## 選舉過程
本次選舉進行了選區重劃，新南威爾斯州的國會議員數將減少一人，取而代之的是西澳州則會增加一人。澳大利亞眾議院選出150個選區的議員。選舉制度為排序複選制，每個選區以強制投票的方式選舉一名議員。澳大利亞參議院選出76名議員：每個州12名加上北領地和首都領地各2名，每個州或領地在大選中作為一個選區投票。參議員的選舉方式為比例代表制投票。
每逢大選，澳大利亞傳統上有烤香腸的習慣，被稱爲“民主烤腸”。許多投票所在會場附近設置香腸攤位，販售香腸或蛋糕，所得一般用於慈善。

## 選後
由於不少議員在2017至18年間被發現有雙重國籍問題，選後席次因而出現變動。

## 外部連結
- Australian Electoral Commission: 2016 federal election（页面存档备份，存于）
- ABC Elections: 2016 Federal Election Guide（页面存档备份，存于）